# Xã Cornplanter, Quận Venango, Pennsylvania
Xã Cornplanter (tiếng Anh: Cornplanter Township) là một xã thuộc quận Venango, tiểu bang Pennsylvania, Hoa Kỳ. Năm 2010, dân số của xã này là 2.418 người.